# Hilda Sandels
Hilda Augusta Adelaide Sandels, född 1830 i Stockholm, död 1921, var en svensk operasångare. 

## Biografi
Sandels var dotter till överstelöjtnanten Lars Sandels och Adelaide von Heland. Hon var elev till Julius Günther och studerade sedan sång i Leipzig.
Hon hade en internationell karriär som konsertsångare och uppträdde bland annat i Berlin, Stockholm, Oslo och Köpenhamn. Hon var omtyckt för sitt varma poetiska framförande i framförallt folkvisor och romanser.
Sandels gifte sig 1857 med distriktchefssekreteraren i västra tulldistriktet, filosofie magister Jakob J. Björklund.